# Thibaudeau Rinfret
Thibaudeau Rinfret, né le 22 juin 1879 à Montréal et mort le 25 juillet 1962, est un juriste canadien. Il est juge à la Cour suprême du Canada de 1924 à 1954 et juge en chef du Canada de 1944 à 1954. En 1955, il entreprend la révision du Code civil du Québec. 

## Biographie

### Jeunesse et études
Il est fils de François-Olivier Rinfret et d'Albina Pominville. Il est le frère de Fernand Rinfret. Il fait ses études classiques au Collège Sainte-Marie de Montréal, où il obtient un baccalauréat ès arts en 1897. Il entreprend des études de droit à l'Université Laval à Montréal et les termine à l'Université McGill, où il obtient un baccalauréat en droit civil en 1900. Il est admis au barreau en 1901. 

### Pratique du droit
Il pratique le droit pendant 21 ans au Québec. De 1901 à 1910, il exerce en société avec Jean Prévost, au cabinet Prévost et Rinfret, à Saint-Jérôme.  Il exerce ensuite dans le cabinet Perron, Taschereau, Rinfret, Vallée et Genest, à Montréal. Il est aussi professeur de droit à temps partiel à l'Université McGill pendant plus d'une dizaine d'années, enseignant, entre autres, le droit commercial.

### Carrière politique
Il est actif en politique. Il est candidat du parti libéral dans la circonscription de Terrebonne lors de l'élection fédérale de 1908 et il y est défait par le candidat du parti conservateur. Il est candidat du parti libéral dans la circonscription de Laval lors de l'élection générale québécoise de 1919 et il y est défait par le candidat du parti conservateur,.

### Juriste

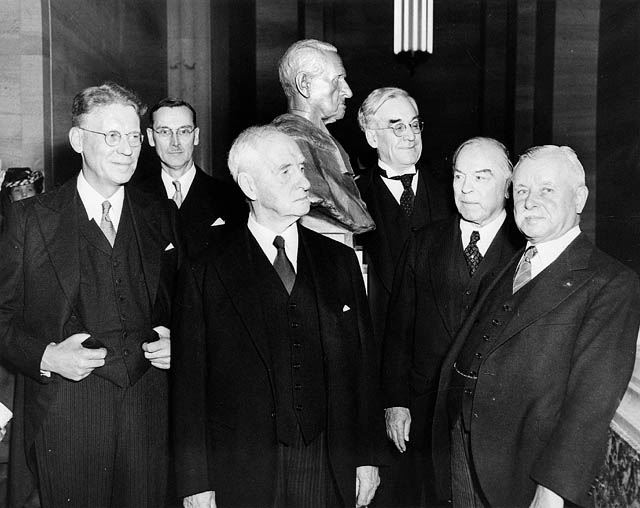
Thibaudeau Rinfret, à droite, aux côtés du premier ministre William Lyon Mackenzie King.

Il est nommé juge à la Cour supérieure du Québec en 1922 et juge à la Cour suprême du Canada le 1er octobre 1924. Le 8 janvier 1944, il devient juge en chef du Canada. Il siège à la Cour suprême pendant 29 ans. Il prend sa retraite le 22 juin 1954.
En 1955, le premier ministre Maurice Duplessis fait adopter par l'Assemblée législative du Québec la Loi concernant la révision du Code civil, qui prévoit la nomination d'un juriste chargé de préparer un projet de modification du Code. Ce juriste est Thibaudeau Rinfret, qui occupe cette fonction jusqu'en 1961. Il est alors remplacé dans cette tâche par Me André Nadeau, qui dirige un groupe de juristes appelé Bureau de révision du Code civil, lequel devient en 1965 l'Office de révision du Code civil du Québec, présidé par le professeur Paul-André Crépeau.